# Rolf Mowatt-Larssen
Pour les articles homonymes, voir Mowatt et Larssen.
Rolf Mowatt-Larssen est un ancien officier parachutiste de l'US Army et a été un haut responsable de l'Intelligence Community américaine de 1982 à 2009. 

## Carrière
Il a étudié à l'académie militaire de West Point, dont il est sorti en 1976. 
Parlant quatre langues dont le russe, il intègre la Direction des opérations de la Central Intelligence Agency (CIA), en 1982. Il a été en poste en Suède, à la station de Stockholm de 1984 à 1987, puis à la station de Moscou de 1988 à 1990 où il contribue à établir des relations de confiance avec le KGB, alors qu'il travaillait officiellement à la section politique de l'ambassade américaine.
En poste à Athènes de 1990 à 1992 puis temporairement à Erevan avant d'être nommé chef de station adjoint de 1992 à 1994 à Moscou, officiellement comme secrétaire de la section politique de l'ambassade américaine. Il est nommé chef de poste de la CIA par intérim à Moscou à la suite de l'expulsion du chef de station James L. Morris en mars 1994, puis muté durant la même année chef de poste de la CIA à Zurich de 1994 à 1996. Il sera ensuite chef de poste de la CIA à Oslo de 1998 à 2000. À la mi-2000, il est nommé dans l'équipe du directeur de la CIA George Tenet, puis à la mi-2001, quitte le QG de la CIA pour prendre des cours intensifs de chinois car il est pressenti pour prendre le commandement du poste de la CIA de Pékin en 2002. Mais à la suite des attentats du 11 septembre 2001, il est nommé fin 2001 chef de la branche « armes de destruction massive » du Counterterrorist Center (CTC) de la CIA, où il enquêta notamment au Soudan sur Al-Qaïda, il fut ensuite chef de la Division Europe de l'Ouest qu'il commandera de 2004 à 2005.
Mowatt-Larssen a quitté la CIA en 2005, après 23 ans de carrière à l'Agence, pour prendre la tête du service de renseignements et de contre-terrorisme du Département de l'Énergie des États-Unis.
Depuis janvier 2009, il a quitté le secteur public et il est depuis directeur de recherche au sein du Belfer Center for Science and International Affairs dépendant de l'université Harvard

## Famille
Il est marié avec une prénommée Roswitha et a trois enfants. Sa fille, Christina étudie en 2005 et 2006 au Virginia Military Institute.